# 1380 Volodia
1380 Volodia eller 1936 FM är en asteroid i huvudbältet som upptäcktes den 16 mars 1936 av den franske astronomen Louis Boyer vid Algerobservatoriet. Den har fått sitt namn efter den då nyfödde Vladimir Vesselovskij.
Asteroiden har en diameter på ungefär 21 kilometer.